# Sant Julià de Ramis
Sant Julià de Ramis és un municipi de la comarca del Gironès, que forma part de l'àrea urbana de Girona. Està format pels antics municipis de Medinyà i del mateix Sant Julià de Ramis.
El 1937 Sant Julià de Ramis va ser reanomenat temporalment com a Costa-roja del Terri. El 1972 s'hi va annexar el municipi de Medinyà, que va estar a punt de tornar a ser municipi independent el 2018.
L'antic terme de Sant Julià comprèn una sèrie d'elevacions, com Montaspre, la muntanya de Sant Julià i la de Montagut, que se situen davant del congost del Ter i de la serra de Sant Miquel, ja a les Gavarres. L'antic terme comprèn també la plana propera a Sarrià de Ter.
El nucli del poble antic de Sant Julià de Ramis (184 m alt.), on hi ha l'antiga parròquia (avui santuari dedicat a Sant Cosme i Sant Damià) que era dedicada a Sant Julià, és situat a la muntanya de Sant Julià, dins un meandre de l'esquerra del Ter.
Després del 1939 s'ha produït un poblament a les vores de la carretera N-II; per això l'any 1943 s'hi va traslladar la parròquia a un edifici nou. A la vora de Sarrià de Ter també hi ha el Veïnat de Sarrià, amb una alta concentració de poblament.
Vora les restes del que va ser l'antic castell de Montagut, en la part occidental del municipi, a l'altra banda de la carretera comarcal de Girona a Banyoles, hi ha el veïnat de Montagut, que es va formar a l'entorn del castell; aquest va ser bastit, probablement, al segle XIII. Als voltants d'aquest sector hi ha el modern Golf Girona (o de Sant Julià).
El veïnat d'Olivars és situat al sector septentrional del terme, a la dreta del Terri.

## Història
El 1893 es va iniciar la construcció d'una fortificació a la muntanya de Sant Julià, que havia de servir de dipòsit de pólvora i municions, però que no va ser acabada. Entrat ja el segle XXI, aquesta fortificació va esdevenir el complex cultural de La Fortalesa, que el 2022 va ser anunciat que seria destinat a d'altres usos.
Al municipi (estricte) hi ha diversos jaciments arqueològics:
- El Cau de les Goges, al camí de la Costa Roja cap a Can Santvicenc.
- La Cova de les Goges, desareguda per les obres de la carretera N-II.
- La cova de Can Santvicenç, oberta a l'interior d'un penyal del puig de Sant Julià, a l'esquerra del Ter.
- El jaciment de la Pedra Dreta, a la confluència del torrent de Can Garriga arnb el Ter, prop del Congost.
- El Poblat Ibèric, a la muntanya dels Sants Metges.[2]
- El Castellum Fractum, fortalesa tardoromana.

Al peu de la muntanya de Sant Julià, situada prop del congost del Ter, hi ha l'església de Sant Vicenç de les Roquetes, corresponent un antic priorat canonical.

## Geografia
- Llista de topònims de Sant Julià de Ramis (Orografia: muntanyes, serres, collades, indrets..; hidrografia: rius, fonts...; edificis: cases, masies, esglésies, etc).

## Demografia
| Entitat de població   | Habitants (2024) |
| Pla de Baix           | 1.114            |
| Medinyà               | 857              |
| el Golf de Sant Julià | 553              |
| Montagut              | 460              |
| el Camp de les Comes  | 434              |
| Sant Julià de Ramis   | 221              |
| Font: Idescat         |                  |

El 1553 incorpora Santa Fe; el 1717, Montagut; i el 1975, Medinyà.

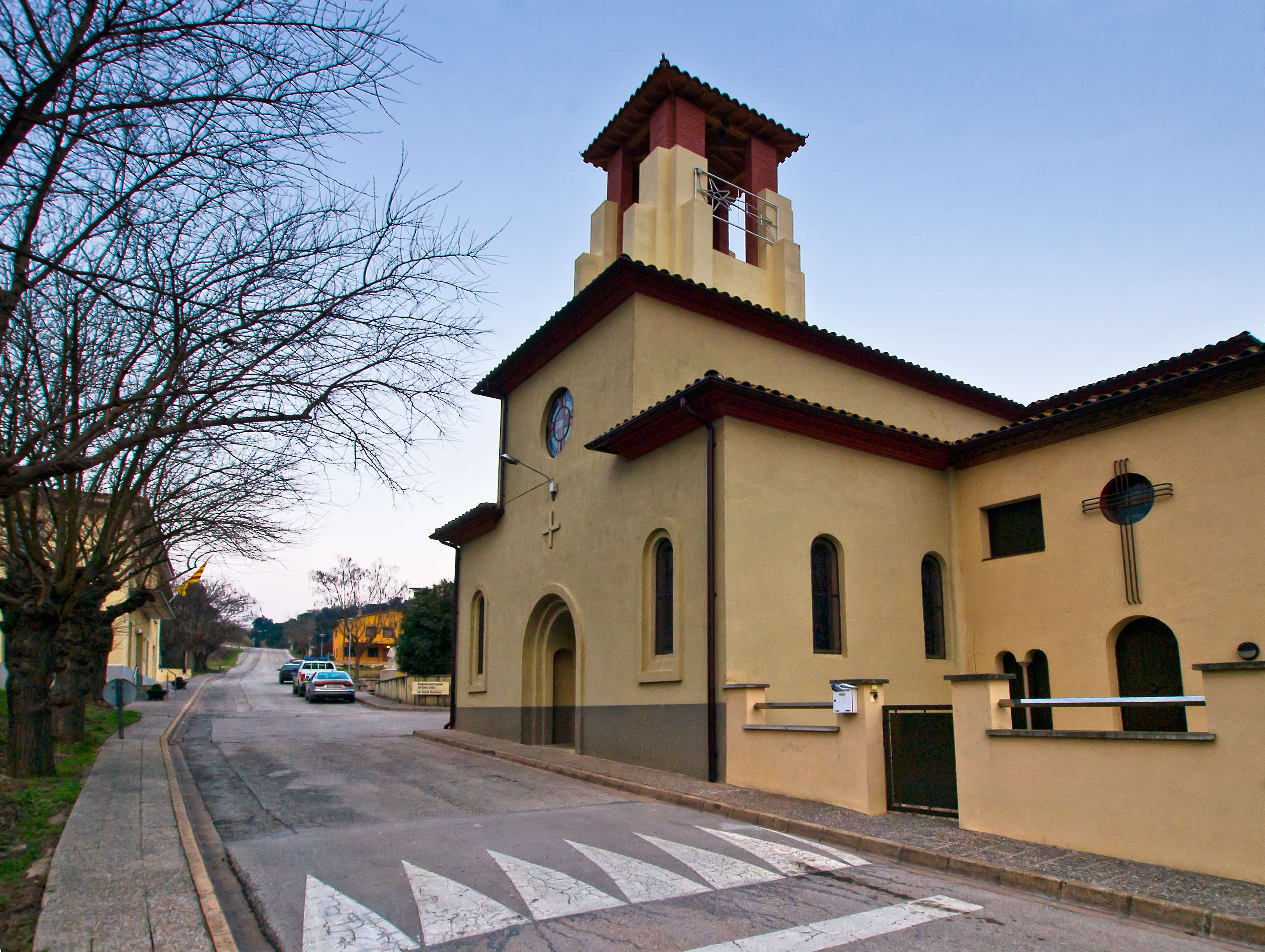
Església Parroquial i Ajuntament de Sant Julià de Ramis

## Comunicacions
La carretera N-II travessa el municipi.
També l'autopista AP-7 i l'autovia C-66 de Banyoles.

## Economia
Agricultura i indústries diverses.

## Llocs d'interès
- Costa Roja, un jaciment arqueològic del Terciari.

- Església del Sant Cosme i Sant Damià, d'estil romànic amb façana Renaixentista.
- Ruïnes del Castell de Montagut.
- Castellum Fractum, ruïnes d'una fortificació romana d'època tardana.
- El cau de les Goges, cova al costat del riu Ter.
- Poblat ibèric, jaciment arqueològic.